# Санхаджи

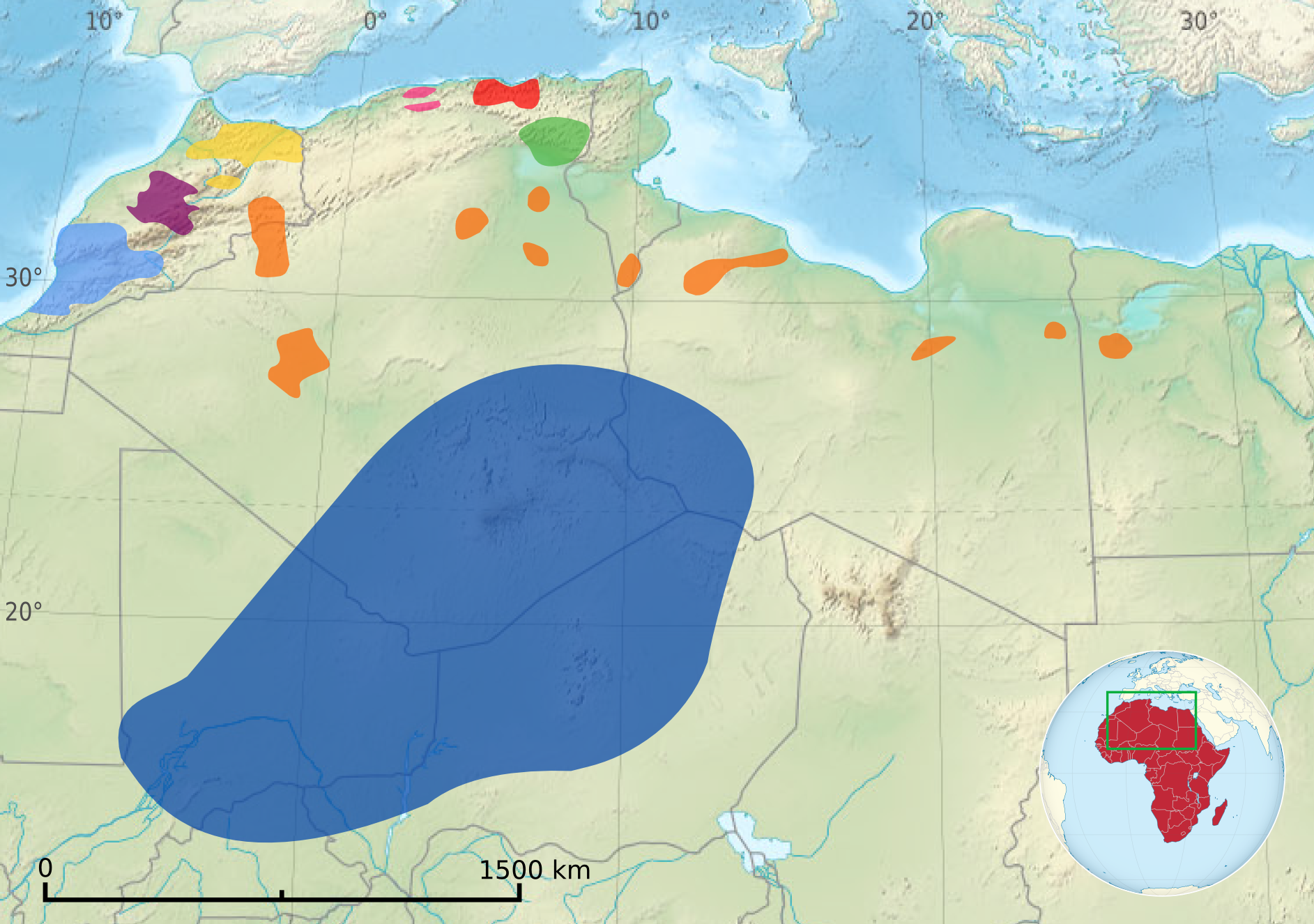
Распределение бербероговорящих групп (включая берберских санхаджи, зенетанских мозабитов и сивисов)

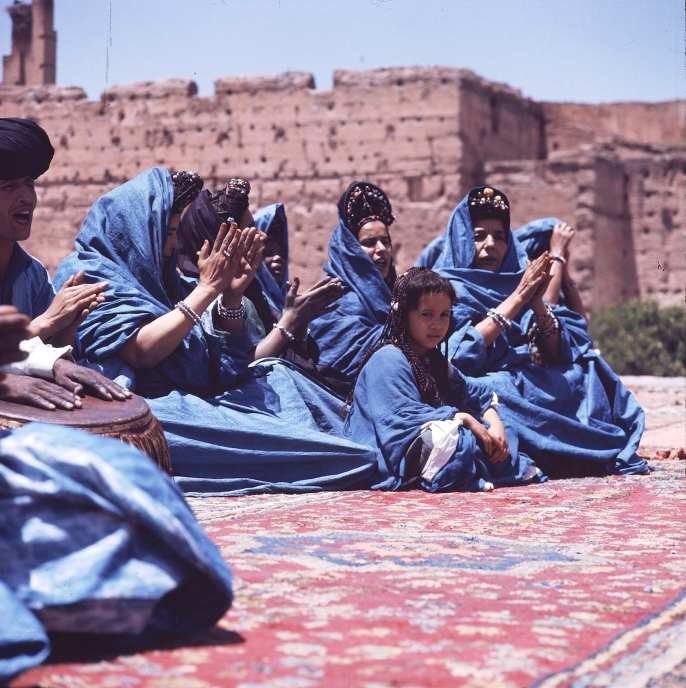
Танцевальная группа санхаджи из Западной Сахары на Национальном фольклорном фестивале в Марракеше

Санха́джи (араб. صنهاجة‎) или муласамины (араб. الملثمين‎ — «закутанные», от араб. слова лисам) — большой союз берберских племён, проживавший в Сахаре и в хребтах Телль-Атлас, на пространстве между Атласскими горами на севере, Сенегалом на юге, и Атлантическим океаном на западе.
Вполне вероятно, что это племя дало название Сенегалу (переделка из слова аснаген или сенаген, берберское множественное число от слова санаг, то же что санхаджа).
Постепенно санхаджи проникло далеко на юг в Сенегал, где уже в середине VIII века они образовали значительное государство под властью царей из самой могущественной ветки этого племени — лемтуны. В IX веке к ним проникли проповедники ислама и обратили их в религию Мухаммеда. Что дало повод берберам объявить негров соседних округов Судана вредными язычниками, против которых они обязаны были вести священную войну. При этом они захватывали богатую добычу и множество пленных, которых выгодно продавали на рынках Магриба (в Фесе, Сиджильмасе и проч.). В середине XI столетия племена Санхаджи были включены в союз Альморавидов. В составе которого они принимали участие в завоевании Магриба и Аль-Андалуса.
После вторжения в середине XII века в Магриб арабских племен бену хилаль и сулейм, берберы санхаджи были в значительной степени арабизированы.